# نساء ذوات لون
نساء ذوات لون (المفرد: امرأة ذات اللون، وتختصر في بعض الأحيان باسم WOC) هي عبارة تستخدم لوصف النساء ذوات البشرة الملونة. ظهر المصطلح السياسي «نساء ملونات» في العنف ضد الحركة النسائية. في أواخر السبعينيات، وحّدت جميع النساء اللائي عانين من طبقات متعددة من التهميش مع العرق أو الإثنية كقضية مشتركة.